# Équipe cycliste Orgullo Paisa
L'équipe cycliste Orgullo Paisa est une équipe cycliste, enregistrée en Colombie. Elle est l'équipe Élite du club de cyclisme Orgullo paisa. À la différence des précédentes saisons, l'équipe ne prend pas la dénomination d'un de ses sponsors, elle prend le statut d'équipe continentale sous son nom de club en 2018.

## Histoire de l'équipe
Depuis le 2 février 1993, date de la formation du programme cycliste Orgullo paisa, le gouvernement du département d'Antioquia finance une équipe. Le nom de ces équipes professionnelles non affiliées à l'UCI a fluctué. Elles pouvaient être engagées sous le nom propre du gouvernement, d'un organisme gouvernemental comme Indeportes (comme ce fut le cas en 2010), d'un co-sponsor ou bien encore sous le nom d'Orgullo paisa. Ces équipes ont toujours fait partie de l'élite du cyclisme colombien. 
De nombreux co-sponsors sont apparus pour une saison ou pour seulement une course.
2007
- Aguardiente Antioqueño[N 1] - IDEA[N 2] - Indeportes Antioquia[N 3] (au Clásico RCN[2])

2008
- Indeportes Antioquia - FLA (es) - IDEA (au Tour de Colombie[3])
- Indeportes Antioquia - Aguardiente Antioqueño - IDEA (au Clásico RCN[4])

2009
- Indeportes Antioquia - IDEA (au Tour de Colombie[5])
- Indeportes Antioquia - Aguardiente Antioqueño - IDEA - FLA (au Clásico RCN[6])

2010
- Indeportes Antioquia - IDEA - FLA - Lotería de Medellín (es) (au Tour de Colombie[7])
- Indeportes Antioquia - Gobernación de Antioquia[N 4] - FLA (au Clásico RCN[8])

2011 - 2012
- Gobernación de Antioquia - Indeportes Antioquia

### Les débuts
Le 2 février 1993, lors d'une réunion, dans la municipalité de Jardín, où assistaient, entre autres, le manager sportif Raúl Mesa et le dirigeant Ramiro Valencia, est lancée l'idée de créer le programme Orgullo paisa. À l'époque, le but était de rendre au département d'Antioquia, son leadership dans la catégorie Élite. L'idée fut bien accueillie par le gouverneur, de l'époque, Juan Gómez Martínez. Tout de suite, le programme porta ses fruits puisque, cette année-là, Carlos Mario Jaramillo remporte le Tour de Colombie, sous la direction de Mesa. Et en 1994, à Quito, Marlon Pérez qui appartient au programme, devient champion du monde junior de la course aux points. 
Jesús Piedrahita, actuel gérant de l'équipe, arrive dans le programme en 1995. Celui-ci est étendu aux différentes catégories d'âge et à toutes les disciplines du cyclisme. Puis, Orgullo paisa quitte les installations du département, pour intégrer les structures d'Indeportes Antioquia, où il est encore aujourd'hui.
Se détachent dans la première génération de cyclistes Élite, María Luisa Calle (qui débute par le Vélo tout terrain), Óscar de Jesús Vargas, Dubán Ramírez (quatrième du contre-la-montre des mondiaux à Duitama) ou Javier Zapata. Puis viennent des catégories jeunes, la deuxième génération avec Rigoberto Urán, Mauricio Ardila, Leonardo Duque et Luis Felipe Laverde. En tête de la génération suivante, il y a Sergio Henao, Juan Pablo Suárez, Mauricio Ortega, Carlos Ospina ou Alex Cano. Dans la dernière et actuelle génération, issue des moins de 23 ans, se remarquent Daniel Jaramillo (dernier vainqueur du Tour de Colombie espoirs), Luis Felipe López, Argiro Ospina (récent lauréat de la Vuelta Higuito) ou Isaac Bolívar. 
Dans les autres disciplines, le programme soutient Mariana Pajón, spécialiste de BMX ou les pistards Juan Esteban Arango, Diana García, Carlos Urán, Juliana Gaviria et Fabián Puerta entre autres. 
Curieusement, le plus connu des cyclistes antioqueños, Santiago Botero n'est pas passé par la structure. Il finira néanmoins par la rejoindre à la fin 2008 et y finit sa carrière. Il remporte le championnat national du contre-la-montre à Barranquilla, sous ses nouvelles couleurs. Il est aujourd'hui le manager sportif de l'équipe.
Même si Orgullo paisa est un club de cyclisme à part entière, il appartient à Indeportes Antioquia, entité à but non lucratif, depuis sa création, qui promeut le bien-être de la jeunesse, par la pratique physique et sportive. Les gouverneurs successifs du département l'ont toujours soutenu. Depuis le début du programme, le club a gardé le même président, Jaime Mira, appuyé dans les tâches administratives par Katherine Santa.
En 2011, l'équipe prend le statut d'équipe continentale. Elle a comme directeurs sportifs deux anciens pro, Botero et Jaramillo.
Le paragraphe est tiré principalement de l'article paru sur le site internet de la fédération colombienne de cyclisme, le 2 février 2012. El programa Orgullo Paisa de Antioquia, cumple 19 años

### Saison 2011
L'équipe participe aux courses du calendrier national (épreuves non-UCI) et remporte notamment la Clásica Internacional del Café grâce à Óscar Sevilla, ou la Vuelta al Tolima par l'intermédiaire de Janier Acevedo. Puis la formation domine la dernière course avant le Tour de Colombie, la Vuelta a Antioquia, où Óscar Sevilla devance Sergio Henao. 
Ainsi, elle se présente en favorite au Tour national et déclare en faire son objectif. Lors du premier secteur de la deuxième étape, un contre-la-montre par équipes, la formation frappe fort et relègue leurs adversaires à plus d'1 min 10. Julián Rodas s'empare de la tête du classement général grâce à son échappée du premier jour et son leader, Óscar Sevilla le suit à 2 secondes. Sevilla prend la tête du classement, lors de la troisième étape, à la faveur d'une bonification. Mais dès le lendemain, l'Espagnol, diminué par les séquelles d'une chute survenue lors de la première étape, perd le maillot en subissant les attaques concertées de ses adversaires. Óscar Sevilla, rétabli, remporte la huitième étape après un long travail de déstabilisation de l'équipe du leader Félix Cárdenas. Travail qui porte ses fruits le lendemain, où Sevilla gagne sa seconde étape et Sergio Henao s'empare de la tunique de leader. Henao est en tête jusqu'à l'ultime étape où le contre-la-montre en côte le fait rétrograder à la quatrième place, Sevilla terminant cinquième.
Quelques semaines auparavant, la formation des moins de 23 ans avait dominé le Tour de Colombie de leur catégorie d'âge, en gagnant six étapes et le classement général final avec Daniel Jaramillo, frère cadet du manager sportif de la structure.
En août, la formation est invitée à participer à deux épreuves de l'UCI America Tour aux États-Unis. Au 2011 Tour of Utah (en), elle est opposée à cinq équipes de l'élite mondiale (ou UCI ProTeams), dont les RadioShack de Levi Leipheimer et de Janez Brajkovič. Sergio Henao (vainqueur du prologue) et Óscar Sevilla s'échappent en compagnie de ces derniers lors de la première étape. Les 2 min 35 d'avance qu'ils prennent, sur le reste du peloton, leur permettent de se disputer la victoire finale. À la faveur du contre-la-montre, l'Américain remporte l'épreuve, malgré la victoire de Henao dans la dernière étape, arrivant en altitude. Cependant la formation Gobernación de Antioquia-Indeportes Antioquia réussit un très bon résultat puisqu'elle ajoute aux succès d'Henao (trois jours leader, deuxième au classement final), une autre victoire d'étape par Janier Acevedo, le classement des moins de 23 ans par Cristhian Montoya et surtout la victoire dans le classement par équipes.
Puis à la fin du mois, l'équipe dispute le 2011 USA Pro Cycling Challenge (ou Tour du Colorado), particulièrement relevé puisque les trois premiers du Tour de France 2011 et pas moins de huit UCI ProTeams sont présentes. Les résultats y sont moins bons. Trois coureurs dans les vingt premiers mais le meilleur d'entre eux, Acevedo finit 17e; aucune victoire d'étape, Henao échouant à la deuxième place de la première. Rafael Montiel réussit, tout de même, à subtiliser le maillot du meilleur grimpeur, à son compatriote Walter Pedraza, lors de l'ultime étape.
L'équipe termine l'UCI America Tour 2011 à la cinquième place, Sergio Henao lui finissant troisième du classement individuel.

### Saison 2012
Elle commence par le 51e Clásico RCN, début octobre 2011. Lors de la deuxième étape qui mène à Bogota, Rafael Infantino s'échappe et est rejoint par Sergio Henao et Julián Rodas. Henao s'impose et s'empare de la tête du classement général, le peloton des autres favoris perd deux minutes. La 6e étape voit Henao vaciller. Attaqué par Infantino, distancé, il rétablit la situation in extremis. Cependant, les deux étapes suivantes, montagneuses, lui sont fatales et il arrive au départ de l'ultime étape, un contre-la-montre en côte, avec un retard de 1 min 26 s sur Infantino. Mais comme au Tour de Colombie 2011, Henao rétrograde, jusqu'à la cinquième place, il est même devancé par son coéquipier Rodas, finalement deuxième, mais à plus de cinq minutes du vainqueur. La formation termine, également, deuxième du classement par équipes (mais à 30 minutes des EPM-UNE) et Henao s'adjuge le classement de la régularité.
Au mois de novembre, une équipe composée de jeunes éléments participe à la Vuelta Higuito, au Costa Rica. Argiro Ospina remporte l'épreuve, s'adjugeant les classements des moins de 23 ans et du meilleur grimpeur. La formation gagne, également, le classement par équipes et trois étapes, par l'intermédiaire d'Ospina, Luis Felipe López et Julián Atehortúa.
La situation financière difficile d'Indeportes Antioquia amène des coupes budgétaires dans de nombreux secteurs. Ainsi, pour l'année 2012, le budget d'Orgullo Paisa est amputé de 30 %. Sachant que le tiers de ce budget est alloué pour le fonctionnement des autres disciplines et catégories d'âge, l'existence, même, de l'équipe Élite est, un temps, engagée. Grâce à l'appui du gouverneur, Sergio Fajardo, est trouvée une solution. L'entreprise gouvernementale Fábrica de Licores de Antioquia (es) devient sponsor et pallie le manque au niveau budgétaire, mais seulement pour l'année 2012. Le nouveau gouverneur précise que le sport de haut niveau doit être financé par les entreprises privées. Il précise, également, qu'il allouera le prochain budget pour la promotion et l'enseignement du sport dans les municipalités, les écoles et les collèges. Il autorise les responsables de l'équipe à se mettre, dès à présent, à la recherche de sponsors privées, pour la saison 2013 et les suivantes. 
La structure peut, donc, garder le statut d'équipe continentale mais se sépare d'Óscar Sevilla. Elle perd surtout son meilleur élément, Sergio Henao, qui s'engage pour deux ans avec l'équipe cycliste Sky. Elle commence l'année, par la Vuelta del Valle, le 29 février. Les résultats y sont mitigés (seulement deux hommes dans les dix premiers du classement général final).
Puis en mars, elle part disputer le Tour du Mexique. Bien qu'elle doive subir la victoire finale de son ancien coureur, Óscar Sevilla (auteur d'une échappée solitaire déterminante lors de la deuxième étape), les résultats sont remarquables : deux hommes (Julián Rodas et Daniel Jaramillo) sur le podium (quatre dans les sept premiers), et la victoire dans les classements du meilleur grimpeur (Alex Cano), des moins de 23 ans (Jaramillo) et par équipes. De plus, il faut ajouter deux victoires d'étapes pour Cano. La suspension de Sevilla, quelques semaines plus tard, permet même à Julián Rodas d'être déclaré vainqueur du Tour. 
À la mi-avril, une équipe, composée, exclusivement, de moins de 23 ans, est engagée à la Vuelta al Tolima, sous le nom d'Aguardiente Antioqueño - Lotería de Medellín. Les résultats aux classements généraux finals sont faibles, seule la victoire d'étape d'Argiro Ospina est à détacher au bilan. Sous la même dénomination, l'équipe Élite est au départ de la Vuelta a Cundinamarca. Lors de l'étape initiale, un groupe d'échappés piège les principaux favoris. Alejandro Ramírez, présent le premier jour, s'empare, définitivement de la tête du général, lors du contre-la-montre en côte, de la quatrième étape, que gagne son équipier, Janier Acevedo. La formation gagne le classement par équipes (en plaçant quatre coureurs dans les dix premiers), Acevedo celui de la montagne et Ramírez ajoute le classement de la régularité. 
Début mai, l'équipe se présente au départ de l'épreuve la plus importante du calendrier national colombien, dans la catégorie Espoir, la Vuelta de la Juventud (le Tour de Colombie des moins de 23 ans). Darwin Pantoja remporte la quatrième étape en solitaire, après avoir lâché ses compagnons d'échappée. Le lendemain, Pantoja termine quatrième du classement général final, devancé sur la troisième marche du podium par son coéquipier Sebastián Henao. Tandis que Yean Rodríguez remporte le classement des étapes volantes, la formation finit deuxième du classement par équipes.
À la fin du mois de mai, la formation se présente à la Clásica de los Héroes de la Patria, avec un effectif proche de celui qui disputera le Tour de Colombie. Elle domine la course en classant cinq hommes dans les neuf premiers et en remportant le classement par équipes. Julián Rodas s'impose dans la deuxième étape et remporte le classement général, en devançant son équipier Alejandro Ramírez.
En août, Alex Cano en remportant, devant son équipier Julián Rodas, le contre-la-montre en côte de Santa Elena, s'adjuge la Vuelta a Antioquia. Il met fin à treize ans de disette pour l'équipe antioqueña sur ses terres. En plaçant trois hommes dans les six premiers du classement individuel, la formation s'adjuge le trophée par équipes et Argiro Ospina, celui des moins de 23 ans.

### Saison 2013
Sans appui financier du département, la formation doit quitter la catégorie continentale. Elle subit une véritable saignée avec le départ de la grande majorité de ses coureurs. Pourtant sur le point de mourir, la formation se renforce avec des athlètes de haut niveau comme Rafael Infantino, Mauricio Ortega ou Mauricio Ardila. Le premier semestre est laborieux, la formation subit, totalement, la domination de l'équipe rivale EPM-UNE jusqu'au Tour de Colombie, où elle lui résiste. Les plus redoutables rivaux du vainqueur Óscar Sevilla sont le duo Alex Cano et Mauricio Ortega qui l'entourent sur le podium. Puis pendant l'été, la formation demeure invaincue. Elle s'impose dans les cinq épreuves où elle s'aligne, notamment dans le Tour de Colombie Espoir, avec César Villegas. Pourtant la dernière course importante du calendrier colombien est décevante, Alex Cano ne termine que quatrième du Clásico RCN.

### Saison 2014
Lors des transferts de l'inter-saison, la formation ne subit peu de changement, si ce n'est la perte de Rafael Infantino, qui retourne chez les rivaux EPM-UNE, et celle d'Isaac Bolívar parti vers l'équipe continentale professionnelle américaine UnitedHealthcare. Seul le jeune Tito Hernández vient renforcer l'équipe, dans la catégorie Espoir. Le directeur sportif espère conserver le titre de la Vuelta de la Juventud, grâce à cette nouvelle recrue.

## Championnats nationaux
- Championnats de Colombie : 5
  - Course en ligne : 2015 (Robinson Chalapud)
  - Contre-la-montre : 2013 (Carlos Ospina) et 2016 (Walter Vargas)
  - Contre-la-montre espoirs : 2013 (Isaac Bolívar) et 2014 (Carlos Ramírez)

## Classements UCI
Équipe continentale en 2011 et en 2012, la formation a pu participer au classement de l'UCI America Tour, ces années-là. Puis n'étant plus affiliée à l'UCI, de facto, ses résultats sont exclus des classements annuels suivants. Par contre, individuellement, ceux des coureurs de la formation, dans les épreuves du circuit continental, sont encore comptabilisés. Ainsi Isaac Bolívar et Alex Cano terminent premier d'entre eux en 2013 et en 2014, respectivement aux vingt-cinquième et quatorzième rangs. 
UCI America Tour
| Saison | Classement par équipes | Meilleur coureur au classement individuel |
| ------ | ---------------------- | ----------------------------------------- |
| 2011   | 5e                     | Sergio Henao (3e)                         |
| 2012   | 10e                    | Julián Rodas (30e)                        |
| 2013   | -                      | Isaac Bolívar (25e)                       |
| 2014   | -                      | Alex Cano (14e)                           |
| 2015   | 8e                     | Robinson Chalapud (30e)                   |
| 2016   | -                      | Walter Vargas (46e)                       |
| 2018   | 28e                    | Danny Osorio (180e)                       |
| 2019   | 24e                    | Kevin Cano (302e)                         |
| 2020   | 19e                    | Didier Chaparro (163e)                    |

L'équipe est également classée au Classement mondial UCI qui prend en compte toutes les épreuves UCI et concerne toutes les équipes UCI.
| Saison | Classement par équipes | Meilleur coureur au classement individuel |
| ------ | ---------------------- | ----------------------------------------- |
| 2018   | -                      | Danny Osorio (1639e)                      |
| 2019   | 192e                   | Kevin Cano (1977e)                        |
| 2020   | 173e                   | Didier Chaparro (1724e)                   |

## IDEA-Indeportes Antioquia en 2022
| Cycliste            | Date de naissance | Nationalité | Équipe 2021                          |  |
| ------------------- | ----------------- | ----------- | ------------------------------------ |  |
| Juan Manuel Barboza | 27 septembre 2000 | Colombie    | Equipo Continental Supergiros (2020) |  |
| Sebastián Castaño   | 12 mai 1997       | Colombie    | Idea-Antioqueño-Lotería de Medellín  |  |
| Johan Colón         | 26 août 1995      | Colombie    | Idea-Antioqueño-Lotería de Medellín  |  |
| Alonso Echavarria   | 7 mars 2001       | Colombie    | Idea-Antioqueño-Lotería de Medellín  |  |
| Alexander Gil       | 25 septembre 1992 | Colombie    | Idea-Antioqueño-Lotería de Medellín  |  |
| Daniel Jaramillo    | 15 janvier 1991   | Colombie    | Idea-Antioqueño-Lotería de Medellín  |  |
| Danny Osorio        | 24 juin 1988      | Colombie    | Idea-Antioqueño-Lotería de Medellín  |  |
| Frank Osorio        | 28 août 1987      | Colombie    | Idea-Antioqueño-Lotería de Medellín  |  |
| Juan Felipe Osorio  | 30 janvier 1995   | Colombie    | Burgos-BH                            |  |
| Juan Pablo Restrepo | 2 avril 2000      | Colombie    | Colnago CM Team                      |  |
| Mateo Sánchez       | 20 décembre 2001  | Colombie    |                                      |  |
| Marco Tulio Suesca  | 11 août 1994      | Colombie    | Idea-Antioqueño-Lotería de Medellín  |  |